# 1. deild islandzka w piłce nożnej (1970)
Sezon 1970 był 59. sezonem o mistrzostwo Islandii. Drużyna Keflavík nie obroniła tytułu mistrzowskiego, zdobył go natomiast zespół Akraness, zdobywając dwadzieścia punktów w czternastu meczach. Po sezonie spadł zajmujący ostatnie miejsce zespół Víkingur Reykjavík.

## Drużyny
Z uwagi na powiększenie ligi do ośmiu zespołów, po sezonie 1969 z ligi nie spadł żaden zespół, z 2. deild awansowała natomiast drużyna Víkingur Reykjavík.
| Uczestnicy poprzedniej edycji                                                                                 | Uczestnicy poprzedniej edycji | Uczestnicy poprzedniej edycji | Uczestnicy poprzedniej edycji |
| --- | ----------------------------- | ----------------------------- | ----------------------------- |
| ÍBK | Keflavík                      | 1                             |                               |
| ÍA | Akraness                      | 2                             |                               |
| KRE | KR                            | 3                             |                               |
| ÍBV | ÍB Vestmannaeyja              | 4                             |                               |
| VAL | Valur                         | 5                             |                               |
| FRA | Fram                          | 6                             |                               |
| ÍBA | ÍBA Akureyri                  | 7                             |                               |
| Awans z 2. deild                                                                                              |                               |                               |                               |
| VÍR | Víkingur Reykjavík            | 1                             |                               |
| Oznaczenia: - kolumna pierwsza – skróty nazw drużyn, - kolumna trzecia – miejsce zajęte w poprzednim sezonie. |                               |                               |                               |

## Tabela
| Lp. | Drużyna                | M  | Z | R | P  | Bramki | Bramki | Różn. | Pkt | Uwagi                                      |
| --- | ---------------------- | -- | - | - | -- | ------ | ------ | ----- | --- | ------------------------------------------ |
| 1   | Akraness (M)           | 14 | 8 | 4 | 2  | 24     | 15     | +9    | 20  | Puchar Europy • I runda                    |
| 2   | Fram                   | 14 | 8 | 0 | 6  | 28     | 19     | +9    | 16  | Puchar Zdobywców Pucharów • Runda wstępna1 |
| 3   | Keflavík               | 14 | 7 | 2 | 5  | 18     | 15     | +3    | 16  | Puchar UEFA • I runda                      |
| 4   | KR                     | 14 | 5 | 4 | 5  | 18     | 16     | +2    | 14  |                                            |
| 5   | Valur                  | 14 | 5 | 4 | 5  | 23     | 24     | −1    | 14  |                                            |
| 6   | ÍBA Akureyri           | 14 | 4 | 5 | 5  | 32     | 30     | +2    | 13  |                                            |
| 7   | ÍB Vestmannaeyja       | 14 | 6 | 1 | 7  | 20     | 25     | −5    | 13  |                                            |
| 8   | Víkingur Reykjavík (S) | 14 | 3 | 0 | 11 | 18     | 37     | −19   | 6   | Spadek do 2. deild                         |

## Wyniki
| Gospodarz \ Gość   | ÍA  | FRA | KRE | ÍBK | VAL | ÍBV | VÍR | ÍBA |
| Akraness           |     | 2:0 | 0:0 | 4:2 | 2:2 | 4:1 | 2:0 | 0:0 |
| Fram               | 1:2 |     | 2:0 | 1:2 | 1:0 | 0:2 | 3:2 | 7:1 |
| KR                 | 1:2 | 1:2 |     | 2:0 | 1:1 | 4:0 | 1:0 | 1:1 |
| Keflavík           | 1:2 | 2:1 | 0:0 |     | 2:0 | 1:0 | 1:0 | 1:0 |
| Valur              | 1:1 | 3:1 | 0:1 | 2:1 |     | 0:1 | 2:1 | 6:5 |
| ÍB Vestmannaeyja   | 3:0 | 0:2 | 0:2 | 2:1 | 2:3 |     | 2:0 | 0:3 |
| Víkingur Reykjavík | 2:0 | 1:5 | 2:1 | 0:3 | 3:1 | 4:6 |     | 1:4 |
| ÍBA Akureyri       | 1:3 | 1:2 | 6:3 | 1:1 | 2:2 | 1:1 | 6:2 |     |

Źródło:  (ang.)
Objaśnienia:
1Drużyna gospodarzy jest wymieniona po lewej stronie tabeli.
Kolory: zielony – zwycięstwo gospodarzy, żółty – remis, różowy – zwycięstwo gości.

## Najlepsi strzelcy
| Bramki | Strzelcy              | Drużyna            |
| ------ | --------------------- | ------------------ |
| 14     | Hermann Gunnarsson    | ÍBA Akureyri       |
| 10     | Kristinn Jörundsson   | Fram               |
| 9      | Haraldur Júlíusson    | ÍB Vestmannaeyja   |
| 7      | Guðjón Guðmundsson    | Akraness           |
| 7      | Friðrik Ragnarsson    | Keflavík           |
| 6      | Asgeir Eliasson       | Fram               |
| 6      | Eyleifur Hafsteinsson | Akraness           |
| 6      | Teitur Þórdarson      | Akraness           |
| 6      | Sigmar Palmason       | ÍB Vestmannaeyja   |
| 6      | Ingi Björn Albertsson | Valur              |
| 6      | Eirikur Þórsteinsson  | Víkingur Reykjavík |
| 6      | Haflidi Petúrsson     | Víkingur Reykjavík |